# Stazione di Paduli sul Calore
La stazione di Paduli sul Calore è una stazione ferroviaria posta sulla linea Napoli-Foggia. È gestita da RFI e venne costruita per servire il comune di Paduli (distante però circa 6 km) e l'area industriale di Ponte Valentino (dal nome di un ponte romano situato nei pressi), quest'ultima posta sulle rive del fiume Calore.
La stazione è ubicata a un'altitudine di 138 m s.l.m. in corrispondenza della contrada Ponte Valentino, nel territorio comunale di Benevento. Aperta al pubblico nel 1868 con il nome di stazione di Ponte Valentino, negli anni '20 del Novecento il piazzale fu elettrificato (unitamente al resto della tratta Benevento-Foggia) mediante il sistema innovativo della trazione a corrente continua a 3000 volt.
La stazione dispone di due fabbricati viaggiatori: quello vecchio a due piani, dismesso 
alla fine degli anni '90 del Novecento, e quello nuovo a un solo livello, ben più ampio ma rimasto in funzione soltanto per pochi anni, fino al 2005. Il piazzale si componeva originariamente di tre binari passanti, poi aumentati a quattro; tre di essi erano destinati al servizio passeggeri e dotati di marciapiedi e, a partire dalla fine del Novecento, anche di sottopassaggio. In passato vi era inoltre un tronchino dedicato allo scalo merci, soppresso fin dagli anni '80 del Novecento nonostante che la stazione si trovasse al centro di un'area industriale. Nella stazione effettuavano fermata sette coppie giornaliere di treni nel 1955, poi ridotte a sei nel 1973.
A partire dagli anni '90 del Novecento la stazione fu resa impresenziata e tale rimase anche dopo che, il 3 dicembre 1997, divenne operativa la tratta a doppio binario compresa tra la stazione di Vitulano-Foglianise e la stazione di Apice-Sant'Arcangelo-Bonito. A decorrere dal 2005 fu inoltre definitivamente soppresso il servizio viaggiatori in stazione, già molto ridimensionato rispetto ai precedenti decenni (tre sole coppie giornaliere di treni e limitatamente ai giorni lavorativi). Infine, a dicembre 2013, si è provveduto ad asportare il terzo e il quarto binario della stazione, sicché rimangono in opera esclusivamente i due binari di corretto tracciato.